# Mariene ecoregio Zuidelijk Vietnam
De Mariene ecoregio Zuidelijk Vietnam (116) (Engels: Southern Vietnam marine ecoregion) is een biogeografische regio en ligt in het westen van de Grote Oceaan in de Mariene provincie Sundaplat (26) in het Marien rijk Centrale Indo-Pacific. De mariene ecoregio is vastgesteld door het World Wide Fund for Nature en The Nature Conservancy en is vernoemd naar Vietnam.
In het noorden grenst het gebied aan de mariene ecoregio Golf van Tonkin (112), in het oosten aan de mariene ecoregio Oceanische eilanden Zuid-Chinese Zee (114), in het zuiden aan de mariene ecoregio Sundaplat/Javazee (117) en in het westen aan de mariene ecoregio Golf van Thailand (115).

## Geografie
De mariene ecoregio ligt in het westen van de Grote Oceaan voor de zuid- en zuidoostkust van Vietnam. Het gebied ligt in het westelijk deel van de Zuid-Chinese Zee en strekt zich uit van het schiereiland bij de Quy Nhơnbaai bij de stad Quy Nhơn tot aan de kust ten westen van de stad Cần Thơ en omvat onder andere de Mekongdelta.

## Biogeografie
Het gebied kent zeeleven dat houdt van tropische temperaturen.